# 에리히 얀치
에리히 얀치(Erich Jantsch, 1929년 1월 8일 – 1980년 12월 12일)는 오스트리아의 시스템 이론가이자 철학자, 천체물리학, 공학자, 교육자, 작가, 컨설턴트, 미래학자로, 특히 1970년대 유럽의 사회 시스템 디자인 운동에서 활약한 것으로 유명하다.

## 생애
1929년 빈에서 태어난 얀치는 빈 대학교에서 물리학을 공부했으며 1951년 천체물리학 박사 학위를 취득했다. 이어서 1년 더 인디애나 대학교 블루밍턴에서 박사후 과정을 밟았다.
얀치는 빈 대학교에서 천문학자로 경력을 시작하여 1957년까지 근무했다. 1950년대 중반에 그는 미국으로 이민을 갔지만 1979년까지 영주권을 받지 못했다. 그는 유럽과 미국에서 계속 일했다. 1957년부터 1962년까지 얀치는 스위스에서 엔지니어이자 물리학자로 일했다. 1970년에는 독일 하노버의 하노버 공과대학교에서 리하르트 메르톤 교수로 임명되었다.
얀치는 유럽, 남미 및 북미, 중동, 일본 등지에서 폭넓게 강연했다. 예를 들어, 그는 캘리포니아 대학교 버클리에서 국제학 연구 기획 초빙 강사로 재직했다. 1974년 얀치는 벨라지오의 빌라 세르벨로니에 머물렀는데, "그는 록펠러 재단이 초대한 최초의 저명한 거주자 중 한 명이었다." 그는 또한 MIT의 연구원이기도 했는데, 그곳에서 MIT와 미국 대학교의 미래를 연구했다.
얀치는 20개 정부, 여러 국제 기구 및 연구소의 고문이었다. 특히 그는 "경제협력개발기구(OECD) 과학 발전국의 컨설턴트이자 로마 클럽 집행위원회 위원"이었다. OECD (경제협력개발기구)의 컨설턴트로서 세계 식량 문제, 기술 예측, 고등 교육 등에 대한 연구를 준비했다. 1971년에는 유엔 천연자원 위원회 첫 회의에 오스트리아 대표로 참석했다.
얀치는 생애 마지막 몇 년 동안 직업이 없었고 "버클리의 아파트에서 살았다: 어둡고 우울한 방, 위아래로 마사지 살롱이 있었고, 타자기, 식물, 그리고 그가 가장 좋아하는 신문인 노이에 취르허 차이퉁이 흩어져 있었다." 이곳에서 그는 마지막 책인 『자기조직화하는 우주』를 완성했다. 그는 "전 세계에서 강연하고, 글을 쓰고, 소수의 친구들에게 의지하여" 생계를 유지하고 어머니를 부양했다.
얀치는 1980년 12월 12일 캘리포니아 버클리에서 "짧지만 고통스러운 질병"으로 사망했다. 그는 "혼자였고 외로웠으며, 친구들에게 버림받고 동료들에게 오해를 받았다." 그의 유골은 태평양에 뿌려졌다.

## 작품
틀:Integral theory
1960년대 중반, 얀치는 미래에 대한 관심이 커지면서 예측 기법을 연구하게 되었다. 그는 예측이나 과학이 중립적일 수 있다고 믿지 않았다.

### The Self-Organizing Universe
1979년 5월 캘리포니아 대학교 버클리에서 열린 얀치의 고티에 시스템 과학 강연은 1980년 퍼가몬 프레스에서 에르빈 라슬로가 편집한 시스템 과학 및 세계 질서 총서의 일부로 출판된 그의 저서 『자기조직화하는 우주: 진화의 떠오르는 패러다임의 과학적, 인간적 함의』의 기초가 되었다. 이 책은 우주론, 생물학, 사회학, 심리학, 의식을 통합하는 통일적인 진화적 패러다임으로서의 자기조직화를 다룬다. 얀치는 일리야 프리고진의 소산 구조 및 비평형 열역학 상태에 대한 연구에서 영감을 얻고 이를 활용한다.
오랫동안 절판된 『자기조직화하는 우주』는 생체모방, 전체론, 공진화, 자기조직화 등 학제 간 분야에서 큰 영향을 미쳤다. 이 책은 켄 윌버의 통합 철학 저서인 『성, 생태, 영성: 진화의 정신』에서 광범위하게 인용되었다.

## 반응
얀치는 랄프 H. 아브라함이 "복잡성의 기원"에서 "조용하고 겸손하지만 독창적인 박식가이자 천재"로 묘사되었다.
마루야마 마고로는 추도사에서 다음과 같이 썼다.
얀치는 그의 다작이면서도 아직 젊은 삶의 마지막 10년 동안 점진적으로 악화된 물질적, 육체적 어려움으로 51세의 나이로 세상을 떠났다. 이것은 우리에게 일부 혁신가들이 겪어야 하는 가혹하고 잔인한 삶의 조건을 다시 한번 깨닫게 한다. ... 얀치가 과학적, 철학적 혁신의 주요 발상지로 여겨지는 버클리에 거주하는 10년 동안 유급 학술직을 받지 못했다는 사실을 직시하자. 얀치는 자신의 묘비명을 직접 썼다: "에리히 얀치는 __에 버클리에서 고통스러운 질병을 앓다 사망했다. 그는 거의 52세였고, 매우 풍요롭고 아름다우며 완전한 삶에 감사했다. 그의 유골은 진화의 요람인 바다 위에 뿌려졌다."
얀치의 『진화를 위한 디자인』은 랄프 H. 아브라함이 "복잡성의 기원"에서 "일반 진화론(GET)에 대한 중요한 저작"으로 묘사된다.

## Selected publications
도서:
- 1966: Technological Forecasting in Perspective, Working Document. DAS/SPR/66.12, Organization for Economic Cooperation and Development, Paris, France.
- 1967: Technological forecasting in perspective, OECD, 1967.
- 1968: Integrating Forecasting and Planning through a Function-Oriented Approach. Technological Forecasting for Industry and Government. Englewood Cliffs, NJ: Prentice-Hall.
- 1969: Perspectives of Planning.
- 1969: Integrative Planning for the" Joint Systems" of Society and Technology--The Emerging Role of the University.
- 1969: Adaptive institutions for shaping the future. Perspectives on Planning. Jantsch, E., ed. OECD, Paris.
- 1970: Science and Human Purpose.
- 1972: Technological planning and social futures, Wiley, 1972. ISBN 0-470-43997-1
- 1972: The futurists (Interview with E. Jantsch featured in this book) Toffler, A. (Ed.). (1972). New York: Random House.
- 1975: Design for Evolution: Self-Organization and Planning in the Life of Human Systems (The International Library of Systems Theory and Philosophy), George Braziller Inc, 1975. ISBN 0-8076-0758-4
- 1976: Introduction and summary. Evolution and Consciousness, Human Systems in Transition, Addison-Wesley Pubi., Reading, 1–8.
- 1976: Modes of Learning. Human Systems In Transition, edited by Frlch Jantsch and Conrad Waddington, MA: Addison-Wesley Publishing Company.
- 1976: Evolution and consciousness: Human systems in transition
- 1976: Evolution: Self-realization through self-transcendence.
- 1976: Evolving images of man: Dynamic guidance for the mankind process. E. Jantsch CH Waddington: Evolution and Consciousness-Human systems in Transition, Addison-Wesley.
- 1976: Evaluation and 36 Systems and Models Consciousness. Jantsch, E., & Waddington, C. H.
- 1976: Self Realisation Through Self Transcendence. Evolution and Consciousness.
- 1976: Self-transcendence: new light on the evolutionary paradigm.
- 1980: The Self-Organizing Universe: Scientific and Human Implications of the Emerging Paradigm of Evolution, New York: Pergamon Press, 1980. hardcover ISBN 0-08-024312-6 ; softcover ISBN 0-08-024311-8
- 1980: "The unifying paradigm behind autopoiesis, dissipative structures, hyper-and ultracycles". Autopoiesis, dissipative structures, and social orders. Westview Press, Boulder.
- 1980: "The evolutionary vision: Toward a unifying paradigm of physical, biological and sociological evolution".
- 1981: The Evolutionary Vision (Aaas Selected Symposium), Westview Press. ISBN 0-86531-140-4
- 1981: The Evolutionary Vision: Toward a Unifying Paradigm of Physical, Biological and Sociocultural Evolution. Boulder, CO: Westview Press, 1981.
- 1982: "From self-reference to self-transcendence: The evolution of self-organization dynamics". Self-organization and dissipative structure (University of Texas Press, Austin), 344353.

논문(일부):
- 1967: "Forecasting Future". Science Journal, 3(10), 40.
- 1968: "Technological forecasting for planning and its institutional implications". Ekistics, 26(153), 150–161.
- 1968: "Technological forecasting in corporate planning. Long Range Planning, 1(1), 40–50.
- 1969: "Integrative planning of society and technology: the emerging role of the university". Futures, 1(3), 185–190.
- 1969: "New organizational forms for forecasting. Technological Forecasting, 1(2), 151–161.
- 1969: "The organization of technological forecasting in the Soviet Union:: Notes from a brief visit". Technological Forecasting, 1(1), 83–86.
- 1969: "The chasm ahead". Futures, 1(4), 314–317.
- 1970: "Inter- and Transdisciplinary University: A Systems Approach to Education and Innovation", Policy Sciences, Vol. 1, No. 4 (Winter, 1970), pp. 403–42
- 1970: "From forecasting and planning to policy sciences", Policy Sciences, 1(1), 31–47.
- 1970: "Toward a methodology for systemic forecasting". Technological Forecasting, 1(4), 409–419.
- 1970: "Technological forecasting at national level in Japan:: Notes from a brief visit". Technological Forecasting, 1(3), 325–327.
- 1971: "The Planning of Change", in Policy Sciences.
- 1971: "World Corporation-Total Commitment". COLUMBIA JOURNAL OF WORLD BUSINESS, 6(3), 5–12.
- 1971: "World dynamics". Futures, 3(2), 162–169.
- 1972: "Education for design". Futures, 4(3), 232–255.
- 1972: "The organization of forecasting in Romania: Notes from a brief visit". Technological Forecasting and Social Change, 4(1), 19–22.
- 1972: "Towards interdisciplinarity and transdisciplinarity in education and innovation. Interdisciplinarity", Problems of Teaching and Research in Universities. OECD, Paris, 97–121.
- 1972: "Forecasting and the systems approach: A critical survey". Policy Sciences, 3(4), 475–498.
- 1973: "Enterprise and environment". Industrial Marketing Management, 2(2), 113–130.
- 1973: "Forecasting and systems approach: a frame of reference". Management Science, 19(12), 1355-1367.
- 1974: "Organising the human world: an evolutionary outlook". Futures, 6(1), 4–15.
- 1975: "The quest for absolute values." Futures, 7(6), 463–474.
- 1980: "Ethics and evolution." The North American Review, 14–18.'
- 1980: "Interdisciplinarity: Dreams and Reality". Prospects: Quarterly Review of Education, 10(3), 304–12.
- 1981: "Autopoiesis: A central aspect of dissipative self-organization". Zeleny, M. Autopoiesis: a theory of living organization. New York: North Holland, 65–88.
- 1981: "Unifying principles of evolution". In The Evolutionary Vision, 83–116.

그의 첫 번째 전기인 리아 H. 시아바라시(Leah H. Sciabarrasi)의 『조용한 가네샤. 에리히 얀치 찾기』(Amazon 2023), ISBN 979-8378741885 (하드커버), 979-8378611034 (페이퍼백)도 참조.